# Zhangduhu (sockenhuvudort i Kina, Hubei Sheng, lat 30,67, long 114,79)
Zhangduhu är en sockenhuvudort i Kina. Den ligger i provinsen Hubei, i den centrala delen av landet, omkring 50 kilometer öster om provinshuvudstaden Wuhan. Antalet invånare är 7 664. Befolkningen består av 3 801 kvinnor och 3 863 män. Barn under 15 år utgör 13,0 %, vuxna 15-64 år 77 %, och äldre över 65 år 9,0 %.
Runt Zhangduhu är det tätbefolkat, med 881 invånare per kvadratkilometer. Närmaste större samhälle är Linshanhe, 11,8 km nordost om Zhangduhu. Trakten runt Zhangduhu består till största delen av jordbruksmark.
Genomsnittlig årsnederbörd är 1 738 millimeter. Den regnigaste månaden är juli, med i genomsnitt 284 mm nederbörd, och den torraste är december, med 27 mm nederbörd.